# Переспа (Волынская область)
Пере́спа (укр. Переспа) — село в Рожищенской городской общине Луцкого района Волынской области Украины.
До 2020 года входило в Рожищенский район.
Код КОАТУУ — 0724585001. Население по переписи 2020 года составляет 1099 человек. Почтовый индекс — 45123. Телефонный код — 3368. Занимает площадь 2,444 км².